# Backspot
Backspot es una película dramática de 2023 dirigida por D.W. Waterson en su debut como director de largometraje y protagonizada por Devery Jacobs, Kudakwashe Rutendo y Evan Rachel Wood. Jacobs también se desempeña como productor, junto con Waterson, a través de su productora, Night is Y.
La película se estrenó en el programa Discovery del Festival Internacional de Cine de Toronto de 2023.

## Sinopsis
La trama sigue a dos porristas llamadas Riley (Jacobs) y Amanda (Rutendo) mientras navegan por el mundo de las porristas competitivas.

## Reparto
- Devery Jacobs como Riley
- Evan Rachel Wood como Eileen McNamara
- Noa DiBerto como Rachel
- Kudakwashe Rutendo como Amanda
- Tomás Antonio Olajide
- Oluniké Adeliyi
- Wendy Crewson
- Shanny Sossamon
- Adrianna Di Liello como Banigan
- Marlee Sansom como Laila

## Producción
El proyecto fue producido por Page Boy Productions, Night is Y y Prospero Pictures. Fue escrito por Joanne Sarazen, basado en una historia de D.W. Waterson. Elliot Page, Matthew Jordan Smith, John Davidson y Katisha Shaw son productores ejecutivos, con Alona Metzer, Waterson, Jacobs y Martin Katz como productores. En diciembre de 2023, XYZ Films había adquirido los derechos de distribución de la película en Estados Unidos, Australia y Nueva Zelanda.
En las porristas, un backspotter actúa como apoyo para el volador durante las acrobacias de las porristas, a lo que se hace referencia en el título del proyecto.

### Casting
Además de producir la película, Jacobs fue anunciado como uno de los protagonistas en octubre de 2022. El recién llegado Kudakwashe Rutendo fue anunciado como el otro protagonista en febrero de 2023. Se reveló que Evan Rachel Wood se unió a la producción en marzo de 2023.

### Rodaje
La fotografía principal comenzó en Toronto en febrero de 2023. Collider informó que el rodaje había terminado en marzo de 2023.

## Estreno
Backspot se estrenó en Canadá y Estados Unidos el 31 de mayo de 2024.